# Ferenc Ács
Ferenc Ács (n. 16 iunie 1876, Cluj – d. 5 septembrie 1949, Cluj) a fost un pictor clujean, reprezentant al Școlii de la Baia Mare.

## Studiile
Ács a fost elev al lui Bertalan Székely la Budapesta (1893–1894), respectiv al lui Simon Hollósy la München.